# Xylopteryx nebulata
Xylopteryx nebulata là một loài bướm đêm trong họ Geometridae.